# برگزیده (مجموعه تلویزیونی)
برگزیده (انگلیسی: The Chosen) یک مجموعهٔ تلویزیونی درام تاریخی مسیحی آمریکایی ساخته دالاس جنکینز است. این مجموعه که کارگردانی و نویسندگی مشترک آن نیز بر عهده جنکینز است، نخستین سریال چند فصلی درباره زندگی و خدمت عیسی ناصری است. این سریال که عمدتاً در یهودیه و جلیل در قرن اول میلادی می‌گذرد، بر روی عیسی و شخصیت‌های مختلفی تمرکز دارد که او را دیدار و پیروی کرده‌اند و یا به شکل دیگری با او تعامل داشته‌اند. در این سریال جاناتان رومی در نقش عیسی و همچنین شاهار آیزاک، الیزابت تابیش، پاراس پاتل، نوآ جیمز و جورج اچ زانتیس بازی می‌کنند.

## داستان
این سریال روایتگر دوره زندگی و رسالت عیسی مسیح بر پایه روایت‌های انجیل است. عیسی در فصل اول تا سوم،‌ حواریون را شکل می‌دهد، موعظه سر کوه را ایراد می‌کند، افراد مختلفی را شفا داده و یا زنده می‌کند و روی آب راه می‌رود.

## بازیگران
- شاهار ایساک در نقش پطرس
- جاناتان رومی در نقش عیسی
- الیزابت تابیش در نقش مریم مجدلیه
- پاراس پاتل در نقش متی
- نوآ جیمز در نقش اندریاس
- جنیس دارداریس در نقش زهره
- لارا سیلوا در نقش عدن (فصل‌های ۱، ۳ و ۴؛ مهمان در فصل ۲)
- شان شارما در نقش سموئیل
- جورج اچ زانتیس در نقش یوحنا
- نیک شکور در نقش زبدی
- شایان صبحیان در نقش یعقوب پسر زبدی (فصل ۱؛ قسمت‌های ۱-۴)
- اریک آواری در نقش نیکودیموس (فصل ۱)
- کیان کاووسی در نقش یعقوب پسر زبدی (فصل ۱؛ قسمت‌های ۵-۸)
- برندون پاتر در نقش کوئینتوس (فصل‌های ۱، ۳ و ۴؛ تکرار شونده در فصل ۲)
- کرک بی. آر. وولر در نقش گایوس (فصل‌های ۱، ۳ و ۴؛ تکرار شونده در فصل ۲)
- جیوانی کایرو در نقش تادئوس
- جردن واکر راس در نقش یعقوب پسر حلفا
- ایب بوئنو جلاد در نقش یعقوب پسر زبدی (فصل‌های ۲-۴)
- جوئی واحدی در نقش توما (فصل‌های ۲-۴؛ مهمان در فصل ۱)
- یاسمین البسطامی در نقش رامه
- ونسا بناونته در نقش مریم (فصل‌های ۲-۴؛ مهمان در فصل ۱)
- یوشی باریگاس در نقش فیلیپ فصل‌های ۲-۳)
- آستین رید آلمن در نقش نتناییل (فصل‌های ۲-۴)
- علاء صافی در نقش شمعون قانوی (فصل‌های ۲-۴)
- لوک دیمین در نقش یهودا اسخریوطی (فصل‌های ۳-۴؛ مهمان در فصل ۲)
- دیوید آمیتو در نقش یحیی (فصل ۴؛ تکرار شونده در فصل‌های ۱-۳)

## فرآیند تولید و نمایش
بودجه سریال برگزیده از طریق سرمایه‌گذاری جمعی تامین شده و بر پایه گفته سازندگان آن، بینندگان این مجموعه در جریان ساخت چهار فصل آن، حدود صد میلیون دلار از هزینه‌های تولید را پرداخت کرده‌اند. تولید این سریال در سال ۲۰۱۷ از ساخت یک قسمت آزمایشی توسط دالاس جنکینز شروع شد که بودجه ۱۱ میلیون دلاری آن را اهداکنندگان تامین کرده بودند. برگزیده هم‌اکنون افزون بر اپلیکیشن اختصاصی خود، بر روی نتفلیکس و آمازون هم پخش می‌شود. در این مجموعه تلویزیونی بازیگرانی از زمینه‌های مذهبی و نژادی متفاوت حضور دارند.

## شمار بینندگان
بر اساس ادعای سازندگان این سریال، برگزیده از زمان آغاز پخش، ۲۰۰ میلیون بیننده در شبکه‌های مختلف داشته است. فروش این سریال در اروپا نیز تاکنون نسبتا کم بوده است. اما اقبال به این مجموعه خارج از آمریکا به ویژه در آمریکای لاتین، روی شبکه‌های پخش اینترنتی، به شدت در حال افزایش است.

## انتقادها
تعدادی از صحنه‌های این مجموعه مانند موعظه سر کوه و یا بازگشت دوباره و کوتاه مدت مریم مجدلیه به شیوه زندگی سابق خود، با انتقاد برخی از مسیحیان روبرو شده است. برخی نیز انتقاداتی درخصوص ترویج مفاهیم مذهبی و الهیات کتاب مورمون و یا سیاسی کردن مسیحیت مطرح کرده‌اند که جملگی مورد تکذیب سازندگان آن قرار گرفته است.